# 特尔博夫列市镇
特爾博夫列市鎮是斯洛文尼亞的一個市镇，行政中心为特爾博夫列。市镇面積为57.8平方公里，2002年人口数量为18,248人。

## 外部連結
- 官方网站  （斯洛文尼亚文）
- Trbovlje on Geopedia （页面存档备份，存于）